# Sportovec roku 2008

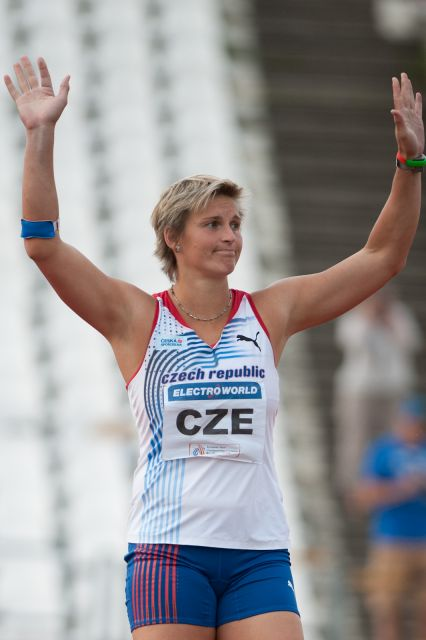
Barbora Špotáková

Sportovec roku 2008 byl 50. ročník ankety Sportovec roku a šestnáctý v samostatném Česku. Vítězem se stala oštěpařka Barbora Špotáková, která toho roku na olympijských hrách v Pekingu vybojovala zlatou medaili. Kolektivem roku se stal fotbalový klub SK Slavia Praha, který vítězství uhájil nejtěsnějším rozdílem jediného bodu. Cenu Emila Zátopka pro sportovní legendu Česka získal Jan Železný. Stal se tak nejmladším laureátem této ceny. Je trojnásobným olympijským vítězem, trojnásobným mistrem světa a čtyřnásobným vítězem ankety Sportovec roku.

## První desítka jednotlivci
1. Barbora Špotáková (atletika)
2. Kateřina Emmons (sportovní střelba)
3. Lukáš Bauer (lyžování)
4. David Kostelecký (sportovní střelba)
5. Martina Sáblíková (rychlobruslení)
6. Ondřej Synek (veslování)
7. Jaroslav Volf, Ondřej Štěpánek (vodní slalom)
8. Roman Kreuziger (cyklistika)
9. Šárka Záhrobská (alpské lyžování)
10. Tomáš Verner (krasobruslení)

## První trojka družstva
1. fotbalisté Slavie Praha
2. česká fotbalová reprezentace do 19 let
3. hokejisté Slavie Praha

## Junioři
1. Lukáš Krpálek (judo)
2. Robert Gotvald, Jan Vlček (vodní slalom)
3. Kateřina Šafránková (atletika)